# Spejbl a Hurvínek
Spejbl a Hurvínek je dvojice dřevěných loutek podle návrhu českého loutkáře Josefa Skupy.

## Vznik a vývoj loutek
Loutky Spejbla a Hurvínka vznikly v roce 1920 (Spejbl) a 1926 (Hurvínek). Život jim vdechl a jejich charakter určil divadelní nadšenec Josef Skupa (1892–1957). Spejblovi přiřkl roli nespokojeného bručouna a popleteného poučovatele svého prostořekého syna Hurvínka. Mluvil obě postavy tak, že plynule přecházel z basu otcova do fistulky synka.
Dvojice Spejbla a Hurvínka byla v roce 1930 doplněna o postavy Máničky a psa Žeryka, později přibyla paní Kateřina. Roku 1938, přišla na svět paní Drbálková, vytvořená a mluvená Janem Vavříkem-Rýzem. Roku 1955 vznikla paní Švitorková, kterou navrhl Radko Haken a vyřezal Bohumil Rubeš, a kterou do roku 1961 mluvila Míla Mellanová. 
Dialogy obou protagonistů Skupa postavil na principu zaskočeného učitele, maskujícího svou nedotknutelnost rodičovskou autoritou, a důsledně zvídavého žáka. Jeho loutkové postavičky si záhy získaly obrovskou popularitu a rozhovory obou hrdinů byly nahrávány na gramofonové desky, které jejich slávu dále šířily. Nověji byly představeny v televizním večerníčku nebo knihách, ale jejich hlavní doménou jsou divadelní představení Divadla Spejbla a Hurvínka, která se hrají i v zahraničí a díky nimž se Hurvínek dostal do povědomí lidí v různých částech světa. Představení byla přeložena do více než dvaceti jazyků, včetně čínštiny a japonštiny.

## Galerie

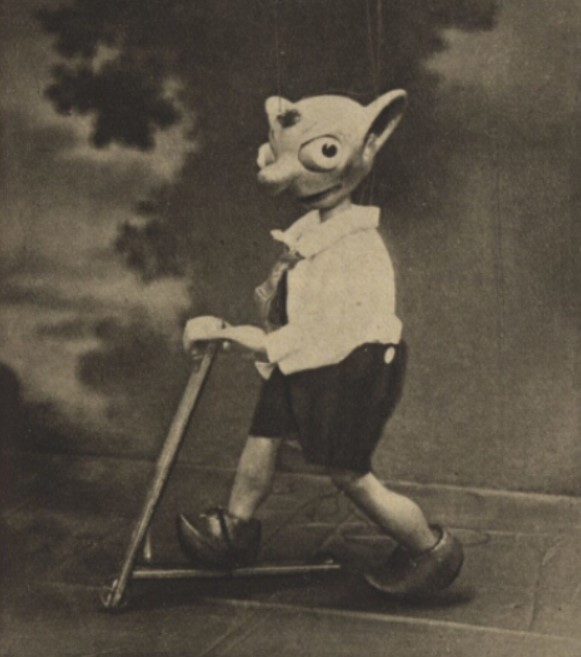
Hurvínek (Plzeňské loutkové divadélko, 1928)
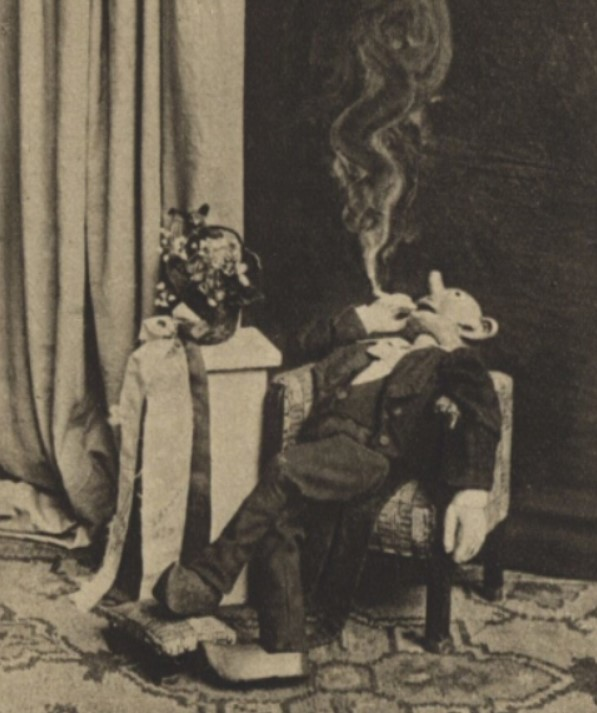
Spejbl (Plzeňské loutkové divadélko, 1928)
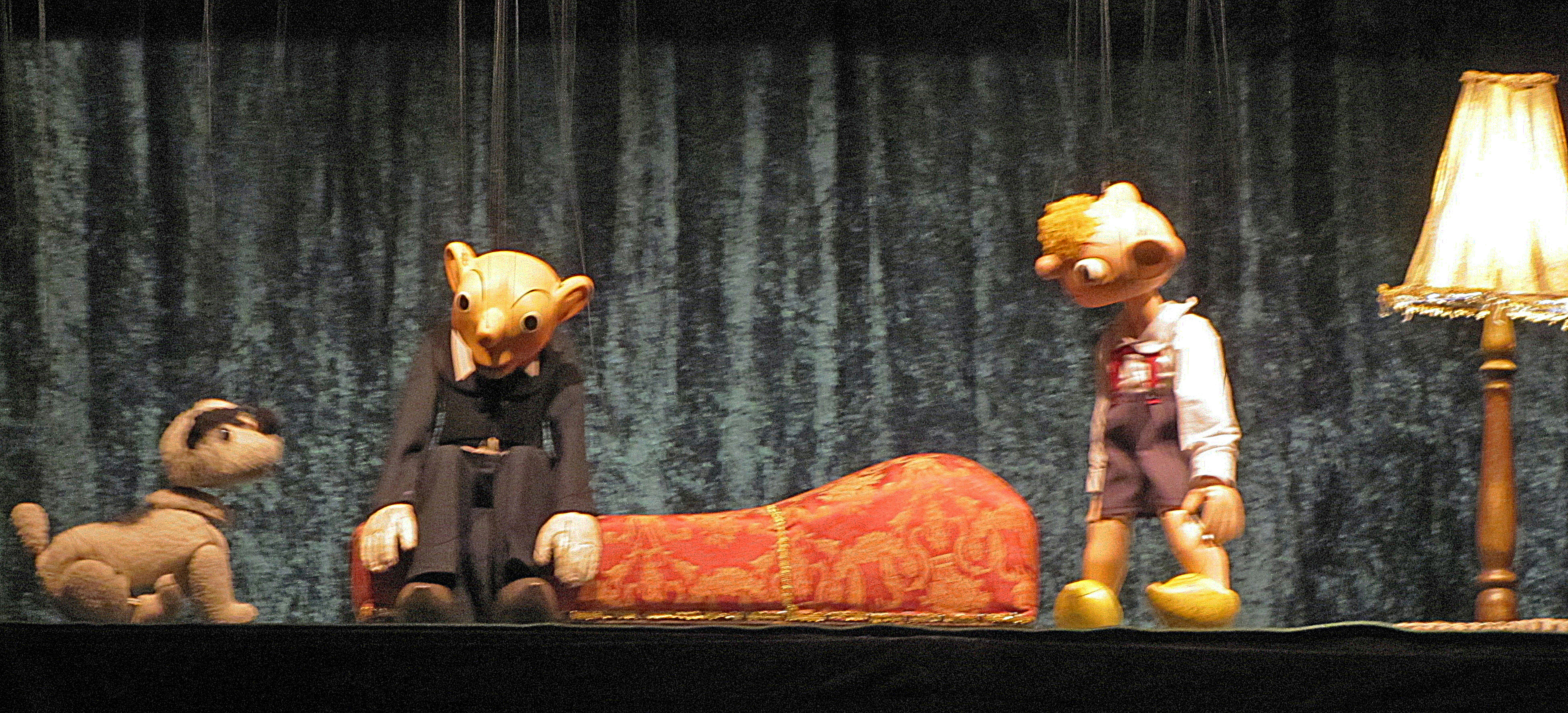
Spejbl, Hurvínek a Žeryk (2010)

## Hlas loutek
Po smrti Josefa Skupy propůjčil svůj hlas loutkám Spejbla a Hurvínka Miloš Kirschner. Máničku mluvila Anna Kreuzmannová, od roku 1945 Božena Weleková a od roku 1969 Helena Štáchová (paní Kateřinu pak od roku 1971). Po smrti Miloše Kirschnera se třetím interpretem Spejbla a Hurvínka stal Martin Klásek. Na něj navázal Ondřej Lážnovský, po jeho odchodu z divadla na podzim roku 2022 role převzal Martin Trecha. 
Po smrti Heleny Štáchové mluvila Máničku a paní Kateřinu od roku 2016 Marie Šimsová. Po ukončení její činnosti v divadle S+H od listopadu 2022 mluví obě postavy Jana Mudráková.

## Večerníčky
- Na návštěvě u Spejbla a Hurvínka (1972)
- Znovu u Spejbla a Hurvínka (1974–1975)
- Hurvínek vzduchoplavcem (1997)
- Hurvínkův rok (2003)
- S Hurvínkem za lékařem (2005)
- Angličtina s Hurvínkem (2014)

## Filmová zpracování
- Hurvínek na scéně (2010) – loutkový film
- Hurvínek ve filmu (2012) – animovaný film
- Hurvínkův deníček a Spejblův nočníček (2013) – zfilmované divadelní představení
- Hurvínek a kouzelné muzeum (2017) – animovaný film
- Pohádky pro Hurvínka (2025) – zfilmované divadelní představení